# Мехтизаде, Мехти Мамед оглы
Мехти Мамед оглы Мехтизаде (5 [18] января 1903, c. Дашкесан, Джебраильский уезд — 1 мая 1984, г. Баку) — советский общественный и государственный деятель. Министр просвещения Азербайджанской ССР в 1952—1954, 1960—1980 годах. Член компартии с 1938 года. Член ЦК КП Азербайджанской ССР (1960 −1980). Депутат Верховного Совета Азербайджанской ССР VI—IX созывов (1963—1980) от Джебраильского, Сабирабадского районов. Доктор педагогических наук (1956), профессор, заслуженный деятель науки Азербайджанской ССР, академик АПН СССР (1967).

## Биография
Мехти Мамед оглы Мехтизаде родился 5 января 1903 года в крестьянской семье в селе Дашкесан Джебраильского уезда. Его отец Мамед Мехтизаде хотел, чтобы его сын получил образование и преподавал в родном селе. В 11 лет Мехти поступил в русско-татарскую школу, открытую в уездном центре Корягино. В 1919 году в возрасте 16 лет Мехти становится одним из первых выпускников этой школы. В 1920 году стал заведующим избой-читальней в родном селе Дашкесан. Мехти в 1921 году учился на педагогических курсах. После окончания 6-месячных учительских курсов начал педагогическую деятельность учителем, а затем заведующим низшей начальной школой в селе Дашкесан. В феврале 1923 года инспектор Народного комиссариата просвещения Азербайджана Джавад Джуварли (1886—1963) осмотрел школу, возглавляемую Мехти Мехтизаде и наградил её директора за высокие результаты. В мае 1923 года Мехтизаде был отправлен в Баку на высшие 3-х месячные педагогические курсы. После успешного завершения педагогических курсов он поступает на подготовительные курсы в АПИ. По окончании сдаёт экзамен и в 1924 году поступает на первый курс физико-математический факультет АПИ. 1926 году окончив физико-математический факультет института Мехти Мехтизаде продолжает педагогическую деятельность учителем математики и физики в Корягино (ныне Физули).

## Научно-педагогическая деятельность
В своей педагогической деятельности Мехти Мехтизаде интересовался образовательно-методической работой и общеобразовательными проблемами. В 1927 г. был назначен руководителем методбюро Джебраильского уездного отдела народного образования. После этого он руководил учебно-методическим областным центром, оказывал методическую помощь работе учителей, писал инструкции по новым программам и методам обучения начальных классов. В марте 1930 года возвращается в Баку в качестве ученого секретаря Главного управления по делам общественного воспитания при Комиссариате народного просвещения, затем помощника и первого заместителя народного комиссара Айны Султановой. Через год, в сентябре 1931 года, он был принят в вновь созданную аспирантуру по педагогике при Азербайджанском отделении Академии наук СССР. В 1932 году он был переведен в аспирантуру вновь созданного Азербайджанского государственного научно-исследовательского педагогического института. В сентябре 1932 года он начал работать преподавателем на кафедре педагогики АПИ. В 1934 году руководство Азербайджанского педагогического института с учётом научно-педагогической и социальной деятельности Мехти Мехтизаде в институте назначило его деканом педагогического факультета. В конце 1934 года он был переведён на должность заместителя директора по научным вопросам AПИ.
В 1941 году защитил кандидатскую диссертацию «История обучения грамоте в школах Азербайджана». С 1941 по 1951 год работал заведующим кафедрой педагогики, затем деканом педагогического факультета, заместителем директора по научной работе и директором АПИ. В 1950 году Мехти Мехтизаде был избран депутатом Бакинского Городского Совета от 315-го избирательного округа, работал ректором Азербайджанского педагогического института в 1950—1951 годах. В 1951 году был избран депутатом Верховного Совета Азербайджанской ССР от избирательного округа Дастафур, а в ноябре 1951 года был назначен заместителем председателя исполкома Бакинского Городского Совета. Мехти Мехтизаде был назначен министром просвещения Азербайджанской ССР в марте 1952 года и возглавлял народное образование республики в периоды с 1952—1954 и 1960—1980. В 1954 году его направили работать в Педагогический институт.
Его недолгое пребывание в этой должности было связано с политическими событиями в Азербайджане после смерти Иосифа Сталина в 1953 году.
В 1956 году в Москве Мехти Мехтизаде защитил докторскую диссертацию на тему «История советской школы в Азербайджане». В 1957—1959 годах стал профессором кафедры педагогики АПИ. В 1957 году был избран профессором AПИ. С сентября 1959 года стал первым заместителем председателя Комитета высшего и среднего образования. В 1960 году был избран членом ЦК Компартии Азербайджана на XXIV съезде Коммунистической партии Азербайджана, а с марта 1960 года работал министром просвещения Азербайджанской ССР, возглавлял министерство до 1980 года.

## Юнеско
В 1961—1964 годах в составе Комиссии СССР по делам ЮНЕСКО участвовал в программах по борьбе с дискриминацией в области образования в развивающихся странах. В составе делегации он с официальным визитом посетил Польшу, Нидерланды, Францию, Африку. В 1961 году в прессе о Восточных странах ЮНЕСКО им была опубликована статья под названием «Из опыта искоренения неграмотности среди пожилого населения Кавказа». В марте того же года Мехти Мехтизаде выступил с речью на Международной конференции министров образования африканских стран в Париже.
В августе 1966 года он был включен в состав учредительной комиссии вновь созданной Академии педагогических наук СССР и был избран действительным членом академии. В 1980—1984 годах был научным консультантом Азербайджанского научно-исследовательского института педагогики.
Мехти Мамед оглы Мехтизаде скончался 1 мая 1984 года в городе Баку и был похоронен на II Аллее почетного захоронения.

## Наследие
Известные ученые-педагоги, например Захид Гаралов, обучались по его программе. Мехти Мехтизаде выпустил книги «Азербайджанские школы на пути реконструкции», «Реконструкция воспитательной работы в школе», «Некоторые заметки о совмещении обучения с продуктивным трудом», «Заметки о реорганизации школьной системы», «Некоторые заметки о повышении активности учащихся в классе».
Академик Мехти Мехтизаде участвовал в выпуске 10-томной «Азербайджанской советской энциклопедии», 4-томной «Педагогической энциклопедии», 2-томного «Педагогического словаря». Его работы «Комплексное развитие школы и школьной личности», «Развитие школьного образования и педагогической мысли в Азербайджане», завершенные в последние годы его жизни, были высоко оценены азербайджанскими учеными.
Научные выступления и статьи академика Мехти Мехтизаде были опубликованы в журналах «Азербайджанская школа», «Азербайджанский учитель», «Советская педагогика», «Народное образования».

## Награды
- Отличник образования СССР (29 апреля 1959 г.)
- Орден Ленина (1960)
- Орден Трудового Красного Знамени (1966)
- Орден Трудового Красного Знамени (1971)
- «Медаль им. Н.Крупской» (03.01.1973) (за учебно-воспитательную работу подрастающего поколения)
- Орден Трудового Красного Знамени (1976)
- Почетный указ Президиума Верховного Совета СССР (12 февраля 1980 г.)
- Медаль «Ветеран труда» (31.08.1981)
- «Заслуженный деятель науки Азербайджанской ССР» (1982)

## Память
- Президиум Бакинского Городского Совета народных депутатов издал специальное решение (№ 17/165 от 21.09.1993 г.) об установке мемориальной доски в здании, где жил академик Мехти Мамед оглу Мехтизаде (улица Мирза Шафи, 19).
- Одна из улиц в Баку названа в честь Мехти Мехтизаде[3].
- Азербайджанский Детский Фонд принял решение создать «Стипендию академика Мехти Мамед оглы Мехтизаде».
- В 1995 году Творческий союз азербайджанских учителей учредил премию Мехти Мехтизаде.
- В Джебраильском районе городская средняя школа № 1 города Джебраил была названа в честь академика Мехти Мехтизаде.
- В Бейлаганском районе городская средняя школа № 3 была названа в честь академика Мехти Мехтизаде, и во дворе школы был установлен его бюст.
- Средняя школа № 4 в Гяндже названа в честь академика Мехти Мехтизаде.
- Азербайджанская Государственная Телекомпания сняла фильм «Жизнь равная веку» по сценарию профессора Видади Халилова, посвященный жизни педагога. Фильм отправлен на хранение в золотой фонд телекомпании.